# Josef van het Groenewoud
Josef van het Groenewoud (Amsterdam, 25 augustus 1925 – 15 december 1992) was een muzikant van Nederlandse origine, ook bekend onder zijn pseudoniemen Nico Gomez en Nicolas Ooms. Hij gebruikte ook Joe Chapman en Peter Loland als aliassen. Hij is de vader van Raymond van het Groenewoud.

## Biografie
Josef van het Groenewoud was de zoon van een Nederlandse vader en Zuid-Afrikaanse moeder die uitweek naar Curaçao. Het gezin verhuisde ook enige tijd naar Cuba. Van het Groenewoud maakte zich de plaatselijke muziek eigen en verhuisde naar Amsterdam. Hij ontvluchtte Nederland in 1947 om zijn dienstplicht te ontlopen en vooral aan deelname aan de politionele acties in Nederlands-Indië, het huidige Indonesië, te ontkomen. Hij sloot zich aan bij de Brusselse orkestleider Roger Rose, die in Avignon kon spelen en later op wereldtournee ging. Dit onder de valse naam Nicolas Ooms. In het Quintette Roger Rose speelde ook Gaston Bogaerts.
Terug in België verbleef Van het Groenewoud in Brussel en verwierf er als gitarist en orkestleider bekendheid, vooral onder de artiestennaam/schuilnaam Nico Gomez. Hij huwde met Deborah Johanna Tak en woonde samen met zijn gezin in de Hoogstraat. Later verhuisden ze naar Schaarbeek. Kort daarna verliet Van het Groenewoud het gezin om zich op muziek te concentreren.
Van het Groenewoud participeerde in meerdere bands, waaronder de heropgerichte The Chakachas. Met de hits Eso es el amor en Jungle Fever toerde hij ook Latijns-Amerika door. Hij raakte bevriend met de Argentijnse politicus Jorge Zorreguieta en zijn vrouw Maria del Carmen Cerruti.
Daarna had hij zijn eigen orkest en maakte hij albums onder de namen Nico Gomez and his orchestra en Nico Gomez and his Afro Percussion Inc.
Later werd hij ook producer van enkele artiesten, onder wie Rita Deneve.

## Discografie

### Albums
- Fiesta Brasiliana 2 (1971)
- Ritual (1971)
- Viva merengue (1972)
- Continental hits in super stereo (1973)
- En zijn orkest - 1 (1975)
- Merengue festival (1976)
- Festival del cha cha cha (1977)
- Nico Gomez & Copacabanas (1979)
- La Bamba (1982)
- Latin Fever - Latin met Dansen Roels (1983)
- Bosa nova (1985 -2018)
- Dance fever (1987)
- Double gold (1995)
- En zijn orkest - 2
- Ritual (2013)[6]

### Lp's
- Pedro twist (1962)
- Samba do perroquet (1965)

### Singles
- Buenas madres (1961)
- Mococo mambo (1961)
- Eso es twist (1963)
- Quiero saber (1963)
- Noche Cubana (1963)
- Vivo catando (1969)
- Babalu (1970)
- Hey baby nana (1972)
- Aquarela (1977)
- Meu piao (1984)